# Mariusz Kukiełka
Mariusz Kukiełka (Tarnobrzeg, 7 novembre 1976) è un ex calciatore polacco, di ruolo centrocampista.